# Atrichum undulatiforme
Atrichum undulatiforme är en bladmossart som beskrevs av Ferdinand François Gabriel Renauld och Jules Cardot 1893. Atrichum undulatiforme ingår i släktet sågmossor, och familjen Polytrichaceae. Inga underarter finns listade i Catalogue of Life.